# Nuoto ai campionati europei di nuoto 2016 - Staffetta mista 4x100 metri stile libero
La staffetta mista 4x100 m stile libero degli Europei 2016 si è svolta il 20 maggio 2016. Le batterie si sono svolte la mattina, mentre la finale si è svolta la sera dello stesso giorno.

## Medaglie
| Posizione | Oro | Argento | Bronzo |
| --------- | --- | --- | --- |
| Paese     | Paesi Bassi | Italia | Francia |
| Atleti    | Chris Walker-Hebborn Sebastiaan Verschuren Ben Schwietert Maud van der Meer Ranomi Kromowidjojo* Kyle Stolk* Marrit Steenbergen* | Filippo Magnini Luca Dotto Erika Ferraioli Federica Pellegrini Luca Leonardi* Jonathan Boffa* Aglaia Pezzato* | Clément Mignon Jérémy Stravius Charlotte Bonnet Anna Santamans Lorys Bourelly* Frédérick Bousquet* Camille Georghiu* Margaux Fabre* |

## Record
Prima della manifestazione il record del mondo (RM), il record europeo (EU) ed il record dei campionati (RC)   erano i seguenti.
| Record mondiale       | 3'23"05 | Stati Uniti | 8 agosto 2015 Kazan', Russia     |
| Record europeo        | 3'23"10 | Paesi Bassi | 8 agosto 2015 Kazan', Russia     |
| Record dei campionati | 3'25"02 | Italia      | 22 agosto 2014 Berlino, Germania |

Durante la competizione sono stati migliorati i seguenti record:
| Data      | Evento | Nazione     | Tempo   | Record                |
| --------- | ------ | ----------- | ------- | --------------------- |
| 20 maggio | Finale | Paesi Bassi | 3'23"64 | Record dei campionati |

## Risultati

### Batterie
Le batterie sono state disputate alle 11.18 ora locale.
| Pos. | Batteria | Corsia | Nazione              | Nuotatori                                                                                             | Tempo   | Note |
| ---- | -------- | ------ | -------------------- | --- | ------- | ---- |
| 1    | 1        | 3      | Paesi Bassi          | Ben Schwietert (49.38) Kyle Stolk (49.04) Marrit Steenbergen (54.60) Maud van der Meer (53.87)        | 3:26.89 | Q    |
| 2    | 1        | 1      | Italia               | Luca Leonardi (49.30) Jonathan Boffa (49.21) Aglaia Pezzato (55.00) Erika Ferraioli (55.05)           | 3:28.56 | Q    |
| 3    | 2        | 1      | Svezia               | Isak Eliasson (49.34) Christoffer Carlsen (49.22) Louise Hansson (55.07) Natalie Lindborg (56.24)     | 3:29.87 | Q    |
| 4    | 2        | 5      | Francia              | Lorys Bourelly (50.26) Frédérick Bousquet (49.28) Camille Georghiu (55.41) Margaux Fabre (55.47)      | 3:30.42 | Q    |
| 5    | 2        | 2      | Turchia              | Doga Celik (49.53) Kemal Arda Gürdal (49.72) Ilknur Nihan Cakici (55.88) Ekaterina Avramova (55.38)   | 3:30.51 | Q    |
| 6    | 1        | 5      | Ungheria             | Dominik Kozma (49.35) Krisztián Takács (49.62) Dalma Sebestyan (56.91) Zsuzsanna Jakabos (55.77)      | 3:31.65 | Q    |
| 7    | 1        | 4      | Norvegia             | Markus Lie (50.60) Truls Wigdel (51.64) Susann Bjoernsen (55.82) Marte Loevberg (55.72)               | 3:33.78 | Q    |
| 8    | 1        | 6      | Estonia              | Pjotr Degtjarjov (50.24) Karl Luht (50.11) Margaret Markvardt (57.82) Alina Kendzior (58.09)          | 3:36.26 | Q    |
| 9    | 2        | 4      | Moldavia             | Alexei Sancov (50.83) Pavel Izbisciuc (53.15) Tatiana Perstniova (1:01.49) Tatiana Salcutan (1:01.33) | 3:46.80 |      |
| 10   | 2        | 6      | San Marino           | Davide Bernardi (53.39) Christian Santi (54.95) Elisa Bernardi (59.81) Martina Cecciaroni (59.33)     | 3:47.48 |      |
| -    | 1        | 2      | Finlandia            | DNS                                                                                                   | DNS     | DNS  |
| -    | 1        | 7      | Bosnia ed Erzegovina | DNS                                                                                                   | DNS     | DNS  |
| -    | 2        | 3      | Svizzera             | DNS                                                                                                   | DNS     | DNS  |
| -    | 2        | 7      | Polonia              | DNS                                                                                                   | DNS     | DNS  |

### Finale
La finale è stata disputata alle 19.39 ora locale.
| Pos. | Corsia | Nazione     | Nuotatori                                                                                                  | Tempo   | Note |
| ---- | ------ | ----------- | --- | ------- | ---- |
|      | 4      | Paesi Bassi | Sebastiaan Verschuren (48.64) Ben Schwietert (49.03) Maud van der Meer (53.70) Ranomi Kromowidjojo (52.27) | 3:23.64 | CR   |
|      | 5      | Italia      | Filippo Magnini (49.35) Luca Dotto (47.94) Erika Ferraioli (54.35) Federica Pellegrini (52.91)             | 3:24.55 |      |
|      | 6      | Francia     | Clément Mignon (49.26) Jérémy Stravius (48.29) Charlotte Bonnet (53.44) Anna Santamans (54.50)             | 3:25.49 |      |
| 4    | 3      | Svezia      | Isak Eliasson (49.31) Christoffer Carlsen (48.74) Ida Lindborg (54.45) Louise Hansson (54.76)              | 3:27.26 |      |
| 5    | 7      | Ungheria    | Richárd Bohus (49.35) Dominik Kozma (48.52) Dalma Sebestyan (56.44) Ajna Késely (55.30)                    | 3:29.61 |      |
| 6    | 2      | Turchia     | Kemal Arda Gürdal (50.27) Doga Celik (49.07) Ilknur Nihan Cakici (55.73) Ekaterina Avramova (56.00)        | 3:31.07 |      |
| 7    | 1      | Norvegia    | Markus Lie (50.62) Truls Wigdel (51.64) Susann Bjoernsen (55.63) Marte Loevberg (55.43)                    | 3:33.32 |      |
| 8    | 8      | Estonia     | Karl Luht (51.08) Pjotr Degtjarjov (50.00) Margaret Markvardt (57.58) Alina Kendzior (56.87)               | 3:35.53 |      |